# Giuliano Ravizza
Giuliano Ravizza (Pavia, 8 maggio 1926 – Pavia, 9 ottobre 1992) è stato uno stilista, imprenditore e medico italiano, figura simbolo del prêt-à-porter nella pellicceria.

## Biografia

### Carriera
Il padre Giulio Ravizza era un sarto e possedeva cinque negozi di abbigliamento a Pavia. Giuliano Ravizza si laureò in medicina ed esercitò la professione medica per cinque anni, fino al 1965, anno della morte del padre, quando, dopo aver ereditato i punti vendita di famiglia, decise di chiuderli tutti tranne uno, che chiamò Annabella e trasformò da negozio di abbigliamento femminile in pellicceria.
Fu tra i pionieri del prêt-à-porter nel mondo delle pellicce, che divennero un lusso più accessibile. Dagli anni '70 agli anni '90, per volere di Ravizza, le pellicce di Annabella vennero pubblicizzate in televisione, sia tramite spot pubblicitari (a cui parteciparono, tra gli altri, Franco Zeffirelli, Alain Delon e Monica Bellucci) che tramite sponsorizzazioni, come nel caso del programma televisivo La ruota della fortuna, condotto da Mike Bongiorno, in cui le sue pellicce venivano spesso offerte come premio finale. Nel 1992, inoltre, Annabella sponsorizzò la scuderia di Formula 1 Andrea Moda per il Gran Premio di Monaco.
Grazie alla popolarità del marketing Annabella, Pavia fu definita la capitale della pelliccia.

### Il rapimento
Il 24 settembre 1981 Giuliano Ravizza venne rapito sotto casa. Il rapimento fu realizzato dalla 'ndrangheta per ordine del boss Giuseppe Nirta e durò tre mesi. Fu liberato il 25 dicembre, dopo il pagamento di un riscatto.
Nel 1990 pubblicò un libro in cui raccontò del rapimento, intitolato Dentro una vita, il cui ricavato fu donato in beneficenza per i figli dei carcerati.

### La morte
Nel 1990, si ammalò di tumore al polmone, malattia che lo portò alla morte due anni più tardi, il 9 ottobre 1992, all'età di 66 anni.
Un mese dopo la sua scomparsa il comune di Pavia gli intitolò il palazzetto comunale dello sport, noto oggi come PalaRavizza. Nel 2002 i figli di Ravizza decisero di donare al Comune di Torre d'Isola un parco pubblico attrezzato. Dal 2010 a Pavia si disputa un trofeo di basket intitolato a Ravizza.